# Pârâul Mare (Trotuș)
Il fiume Pârâul Mare è un affluente del fiume Trotuș in Romania.